# Annegret
Annegret ist ein weiblicher Vorname.

## Herkunft und Bedeutung des Namens
Annegret ist ein Doppelname aus Anna (hebräisch „die Begnadete“) und  Margarethe (griechisch „Perle“).

## Varianten
- Annegrit (vgl. Grit)

## Namensträgerinnen
- Annegret Hahn (* 1951), deutsche Dramaturgin, Regisseurin und Theaterintendantin
- Annegret Held (* 1962), deutsche Schriftstellerin
- Annegret Kramp-Karrenbauer (* 1962), deutsche Politikerin (CDU)
- Annegret Kroniger (* 1952), deutsche Leichtathletin
- Annegret Lenze (* 1959), deutsche Juristin, Richterin
- Annegret Richter, geb. Irrgang (* 1950), deutsche Leichtathletin
- Annegret Soltau (* 1946), deutsche Künstlerin
- Annegret Strauch (* 1968), deutsche Ruderin
- Annegret Thöle (später Hollendiek; * 1935), deutsche Tischtennisspielerin

- Annegrit Koburger (* 1959), deutsche Politikerin (Die Linke)
- Annegrit Schmitt (1929–2021), deutsche Kunsthistorikerin